# 2642 Vesale
2642 Vesale је астероид главног астероидног појаса са средњом удаљеношћу од Сунца која износи 2,425 астрономских јединица (АЈ).
Апсолутна магнитуда астероида је 12,7.